# جيا زهيو
جيا زهيو (بالصينية: 谢志宇) (6 مايو 1987 بووهان في الصين - ) هو لاعب كرة قدم صيني في مركز الهجوم. لعب مع جيجيانغ غرينتاون وWuhan Optics Valley F.C. ‏.

## وصلات خارجية
- جيا زهيو على موقع قاعدة بيانات كرة القدم.إي يو (الإنجليزية)